# Andreas Alois Ankwicz von Skarbek-Poslawice
Andreas Alois Ankwicz von Skarbek-Poslawice, cunoscut și ca Andreas Alois Skarbek Ankvicz von Poslavice (în cehă Ondřej Alois Ankwicz ze Skarbek-Poslawice, în poloneză Andrzej Alojzy Ankwicz) (n. 22 iunie 1777, Cracovia - d. 26 martie 1838, Praga) a fost un preot catolic și conte polonez, care a îndeplinit funcțiile de arhiepiscop de Lemberg (1815-1833) și arhiepiscop de Praga (1833-1838).

## Biografie
Andreas Alois Ankwicz a studiat la Cracovia și Viena, fiind hirotonit apoi preot la 2 septembrie 1810. După aceea, a fost canonic în Arhiepiscopia de Olomouc, fiind numit apoi rector al Seminarului Preoțesc și director de studii al Facultății de Teologie.
La 25 martie 1815 Andreas Alois Ankwicz a fost numit arhiepiscop de Lemberg și la data de 15 august a acestui an a fost consacrat episcop prin punerea mâinilor de către Maria Thaddäus von Trautmannsdorff, arhiepiscop de Olomouc. El a susținut politica habsburgică, iar împăratul austriac Francisc al II-lea l-a numit în anul 1817 în funcția de Primat al Bisericii Romano-Catolice din Regatul Galiției și Lodomeriei. În perioada 1817-1818 a îndeplinit și funcția de rector al Universității din Lemberg.
Ankwicz a rămas în istoria Arhidiecezei ca un conducător energic, ocupându-se de disciplinarea clerului și de dezvoltarea cultului liturgic. De asemenea, s-a îngrijit de educația oamenilor. În calitate de om politic s-a opus mișcării de independență a Poloniei și a favorizat politica Casei de Habsburg.  
La 30 septembrie 1833 a fost transferat în funcția de arhiepiscop de Praga. A murit la 26 martie 1838 și i-a succedat în funcție arhiepiscopul Alois Josef Schrenk.